# Dead Men Tell No Tales (film fra 1920)
Dead Men Tell No Tales er en amerikansk stumfilm fra 1920 af Tom Terriss.

## Medvirkende
- Catherine Calvert som Eva Dennison
- Percy Marmont som George Stevenson Cole
- Holmes Herbert som John Rattray
- Gustav von Seyffertitz som Joaquin Santos
- Walter James som José
- Roy Applegate som Harris
- India Wakara som Jane Braithwaite
- Bernard Siegel